# Краснодарский трамвай
Краснода́рский трамва́й — трамвайная система города Краснодара. Крупнейшая и старейшая трамвайная система на юге России. Соединяет значительную часть микрорайонов с городским центром и, наравне с автобусом и троллейбусом, является основным видом общественного транспорта в Краснодаре.

## История
Первый трамвай в Екатеринодаре был пущен 23 декабря 1900 года. Екатеринодар стал семнадцатым трамвайным городом в Российской империи.

Самая первая трамвайная линия в Екатеринодаре была построена бельгийским акционерным обществом «Компания тяги и электричества». Первые трамвайные маршруты города проходили: по Красной ул. от городского сада до Новокузнечной ул., и по Екатерининской ул. (ныне ул. Мира) до вокзала. Первое трамвайное депо располагалось на Екатерининской ул., где сейчас находятся мастерские по ремонту подвижного состава.
В 1908 году началось строительство пригородной линии в станицу Пашковскую на бензомоторной тяге с 4 апреля 1912 по 1914 год, на электрической тяге с 14 декабря 1914 года, включена в систему городского трамвая в 1920 году, однако продолжала существовать относительно обособленной.
В апреле 1912 года начала работать трамвайная линия в станицу Пашковскую, которую построило «Первое русское товарищество моторно-электрического трамвая Екатеринодар — Пашковская». Первоначально линия обслуживалась вагонами с керосиновыми моторами, затем в 1914—1915 годах линия была электрифицирована.
2 июня 1920 года, с установлением в городе Советской власти компания, обслуживающая трамвайную сеть, была национализирована и объединена с водоэлектрической станцией в трест «Водэлтрам». В 1932 году трест получил название «Красэлтрам» и обрёл хозяйственную самостоятельность.
В 1930-е годы старый подвижной состав, состоявший из вагонов MAN, начали заменяться вагонами серии Х и М. В 1934—1938 годах на широкую колею была перешита большая часть городских трамвайных линий. Трамвайным маршрутам были присвоены номера, каждому маршруту присваивался определённый цвет. 
В 1938 году трест «Красэлтрам» был переименован в «Гортрамвай».
С началом Великой Отечественной войны в Краснодар эвакуировано из Новороссийска два моторных вагона Х и два прицепных вагона М, так как ожидалось наступление противника вдоль берега Чёрного моря. В 1942 году прицепные вагоны были переоборудованы для перевозки раненых советских солдат по санитарному маршруту в Краснодаре.
9 августа 1942 года Краснодар был оккупирован немецкими войсками, после чего работа городского трамвая была приостановлена. В сентябре в городе было возобновлено трамвайное движение, однако уже 6 октября движение полностью прекратилось из-за повреждения трамвайного хозяйства при бомбардировке города советской авиацией.
После этого немецкими оккупантами была разобрана рельсошпальная решётка по ул. Захарова, проходившую от железнодорожного моста до завода им. Седина. Остатки разобранной линии были использованы для постройки временного моста через р. Кубань взамен взорванного при отступлении Красной Армии. 
12 февраля 1943 солдаты Красной Армии освободили Краснодар от немецко-фашистских захватчиков. При отступлении немецкие войска взорвали трамвайное депо, вагоноремонтные мастерские и дизельную электростанцию.
16 февраля 1943 года была восстановлена работа «Гортрамвая», однако на тот момент большая часть довоенного трамвайного хозяйства была уничтожена. В восстановлении городского трамвая принимали участие жители города. Помимо восстановления довоенных путей, появились новые маршруты по улицам Калинина и Каляева, к мясокомбинату и камвольно-суконному комбинату. 
В 1948—1949 годах линия Пашковского трамвая была перешита на широкую колею, а в 1950 году перешили на широкую колею последний участок городской сети.
В 1950 году на базе «Гортрамвая» было образовано управление трамвая и троллейбуса, с 1 декабря ставшее Краснодарским трамвайно-троллейбусным трестом. С 1952 года трест стал называться Краснодарским трамвайно-троллейбусным управлением (КТТУ).
В 1951 году в Краснодар стали поступать новые вагоны КТМ/КТП-1, в 1953 году — подержанные прицепные вагоны серии М из Москвы, а в 1955 году — подержанные моторные вагоны МС-1 и 2 и прицепные вагоны ПБ из Ленинграда.
29 апреля 1960 года появились трамвайные линия по ул. Стасова, от Воронежской ул. до ул. Карла Либкнехта, фактически замкнувшая трамвайное кольцо вокруг Дубинки.
Началась масштабная реконструкция трамвайной инфраструктуры: на место деревянных шпал пришли железобетонные, появилась продольно-цепная (скоростная) подвеска контактной сети, выполнялась сварка и шлифовка рельсовых стыков с целью создания более мягкой езды вагонов.
13 февраля 1970 года открыто движение на новой линии к радиозаводу вдоль Московской ул. от ул. Островского до Солнечной ул.
В 1970-х годах стали внедряться автоматические стрелки, появился новый подвижной состав: вагоны модели 71-605 и Tatra T3SU. За короткий срок устаревшие двухосные трамваи были списаны.
30 июля 1981 года была продлена трамвайная линия в Комсомольский микрорайон до ул. Тюляева. В 1986 году в город было поставлено 37 новых вагонов модели 71-605 (КТМ-5М3).
5 декабря 1994 года была запущена трамвайная линия в Юбилейный микрорайон вдоль проспекта Чекистов. В этом же году было поставлено 11 новых вагонов модели 71-608 (КТМ-8)
28 декабря 1998 года разворотное кольцо на Садовой ул. было соединено с веткой на ул. Красных Зорь по Садовому путепроводу над железной дорогой. В 2008 году разворотное кольцо было демонтировано.
С 2019 по 2022 годы в город поступило 102 вагона модели 71-623-04, произведенные Усть-Катавским вагоностроительным заводом. Это обновление стало самым масштабным за последние 30 лет.
12 сентября 2022 года администрацией Краснодара и Краснодарского края  было подписано концессионное соглашение между «Синара – ГТР Краснодар», о развитии трамвайной сети в западной части города. Реализация проекта улучшит транспортную доступность развивающихся районов Краснодара, а также спортивного кластера «Город спорта» и строящегося Парка достижений.
Концессионное соглашение заключено на 25 лет, при этом строительные работы и закупки 100 единиц новых низкопольных трамваев завершат до конца 2026 года. Собственником построенных трамвайных путей и приобретенных вагонов будет администрация Краснодара.
В 2020 году по программе обновления подвижного состава было закуплено 87 вагонов серии 71-623 различных модификаций, 4 вагона серии 71-631, и один вагон серии 71-931 «Витязь».
31 марта 2022 года было открыто движение по новой линии протяжённостью 2,5 км на Московской ул. от Солнечной ул. до ул. Петра Метальникова.
В 2024 году в Краснодар по концессионному соглашению было закуплено 40 трамвайных вагонов: 20 вагонов модели 71-628-01   и 20 вагонов модели АКСМ-Т811-Синара.

## Маршруты
| Действующие маршруты | Действующие маршруты | Действующие маршруты                                          |
| №                    | Софиты               | Конечные остановки                                            |
| -------------------- | -------------------- | ------------------------------------------------------------- |
| 1                    | 🟦ㅤㅤ🟥             | Улица Декабристов — Железнодорожный вокзал Краснодар-I        |
| 2                    | 🟩ㅤㅤ🟩             | Улица Декабристов — Индустриальная улица                      |
| 3                    | 🟦ㅤㅤ🟨             | Западное трамвайное депо — Улица Декабристов                  |
| 4                    | ⬜ㅤㅤ⬜             | Улица Индустриальная — Комсомольский микрорайон               |
| 5                    | 🟥ㅤㅤ🟨             | Улица Петра Метальникова — Улица Бершанской                   |
| 6                    | 🟨ㅤㅤ🟩             | Юбилейный микрорайон — Улица Димитрова                        |
| 7                    | 🟩ㅤㅤ🟥             | Западное трамвайное депо — Улица Димитрова                    |
| 8                    | 🟦ㅤㅤ🟩             | Улица Петра Метальникова — Хладокомбинат                      |
| 9                    | 🟩ㅤㅤ⬜             | Хладокомбинат — Улица Бершанской                              |
| 10                   | 🟥ㅤㅤ🟦             | Хладокомбинат — Комсомольский микрорайон                      |
| 11                   | 🟥ㅤㅤ🟩             | Юбилейный микрорайон — Железнодорожный вокзал Краснодар-I     |
| 12                   | 🟦ㅤㅤ🟦             | Восточное депо → Улица Димитрова (кольцевой)                  |
| 15                   | 🟨ㅤㅤ🟨             | Улица Петра Метальникова — Железнодорожный вокзал Краснодар-I |
| 20                   | 🟥ㅤㅤ🟥             | Улица Декабристов — Хладокомбинат                             |
| 21                   | ⬜ㅤㅤ🟦             | Улица Петра Метальникова — Юбилейный микрорайон               |
| 22                   | 🟥ㅤㅤ⬜             | Улица Петра Метальникова — Улица Димитрова                    |

| Закрытые маршруты | Закрытые маршруты                                  |
| №                 | Конечные остановки                                 |
| ----------------- | -------------------------------------------------- |
| 0                 | РИП — Улица Островского (временный маршрут)        |
| 2а                | Пролетарская — Стадион Динамо                      |
| 6а                | Кожзаводы — Улица Артельная                        |
| К                 | Восточное депо → Улица Полины Осипенко (кольцевой) |

| Планируемые и строящиеся маршруты | Планируемые и строящиеся маршруты         | Планируемые и строящиеся маршруты |
| №                                 | Конечные остановки                        |                                   |
| --------------------------------- | ----------------------------------------- | --------------------------------- |
| 13                                | Улица Декабристов — ЖК «Немецкая деревня» |                                   |

## Депо
В городе действует два депо: Западное и Восточное.

### Западное депо
Адрес: ул. Славянская, 89
Первая очередь Западного трамвайного депо была введена в строй в начале 1963 года. Это депо стало заменой Северному трамвайному парку, располагавшемуся в центре города. 
| Количество вагонов | Модель              | Бортовые номера |
| ------------------ | ------------------- | --- |
| 37                 | Tatra T3SU КВР МРПС | 005, 014, 017, 019, 039 - 041, 043, 044, 047, 048, 052, 055, 057, 060, 063, 069, 070, 073, 085, 094, 098, 102 - 105, 113, 117, 119, 121, 136, 141, 142, 145, 152, 154, 156 |
| 29                 | 71-623-04           | 165 – 187, 190 - 195, 199 |
| 26                 | Tatra T3SU          | 038, 064, 068, 079, 081, 083, 087, 100, 101, 112, 120, 124, 127, 131 - 135, 137, 138, 143, 147 - 149, 158                                                                  |
| 25                 | Tatra T3SU КВР ТРЗ  | 001, 004, 006 - 013, 015, 016, 018, 020 - 027, 034, 036, 049, 067, 089, 122, 125, 144                                                                                      |
| 40                 | 71-628-01           | 600 – 619, 640 – 659 |
| 20                 | БКМ-Т811 Синара     | 620 - 639 |
| 15                 | Tatra T3SU КВР ТМЗ  | 028, 029, 032, 037, 045, 058, 071, 086, 099, 106, 107, 114, 118, 123, 139                                                                                                  |
| 5                  | 71-407              | 160 – 164 |

| №  | Маршрут                                                       | Трасса маршрута | Протяженность туда / обратно |
| -- | ------------------------------------------------------------- | --- | ---------------------------- |
| 2  | Улица Декабристов — Индустриальная улица                      | Ул. Достоевского — ул. Красных Зорь — ул. Московская — ул. Островского — ул. Крупской — ул. Клиническая — ул. Колхозная — ул. Офицерская — ул. Коммунаров — ул. Постовая - ул. Захарова.                                                                                                | 14,5 / 14,3 км.              |
| 3  | Западное трамвайное депо — Улица Декабристов                  | Ул. Славянская — ул. 3-я линия — ул. Гагарина — ул. Каляева — ул. Калинина — ул. Кирова — ул. Горького — ул. Дмитриевская дамба — ул. Садовая — ул. Крайняя — ул. Красных Зорь — ул. Достоевского.                                                                                      | 13,3 / 13,5 км.              |
| 6  | Юбилейный микрорайон — Улица Димитрова                        | Просп. Чекистов — ул. Минская — ул. Каляева — ул. Калинина — ул. Кирова — ул. Горького — ул. Каляева — ул. Калинина — ул. Кирова — ул. Горького — ул. Дмитриевская дамба — ул. Железнодорожная — ул. Вишняковой — ул. Ставропольская — ул.Стасова / ул. Воронежская. — ул. Титаровская. | 15,6 / 13,2 км.              |
| 7  | Западное трамвайное депо — Улица Димитрова                    | Ул. Славянская — ул. 3-я линия — ул. Гагарина — ул. Каляева — ул. Калинина — ул. Кирова — ул. Горького — ул. Дмитриевская дамба — ул. Железнодорожная — ул. Вишняковой — ул. Ставропольская — ул. Титаровская / Стасова — ул. Воронежская.                                              | 13,7 / 16,1 км.              |
| 11 | Юбилейный микрорайон — Железнодорожный вокзал Краснодар-I     | Просп. Чекистов — ул. Минская — ул. Каляева — ул. Калинина — ул. Кирова — ул. Горького — ул. Коммунаров — ул. Гоголя. | 9,3 / 9,4 км.                |
| 15 | Улица Петра Метальникова — Железнодорожный вокзал Краснодар-I | Ул. Московская — ул. Островского — ул. Крупской — ул. Клиническая — ул. Колхозная — ул. Офицерская — ул. Коммунаров — ул. Гоголя. | 12,5 / 12,6 км               |
| 21 | Улица Петра Метальникова — Юбилейный микрорайон               | Ул. Московская — ул. Крайняя — ул. Садовая — ул. Дмитриевская дамба — ул. Горького — ул. Кирова — ул. Калинина — ул. Каляева — ул. Минская — просп. Чекистов. | 16,1 / 16,2 км.              |

### Восточное депо
Адрес: ул. Ставропольская, 202
Восточное депо было открыто в 1912 году и обслуживало междугородную трамвайную линию, соединившую Екатеринодар со станицей Пашковской (сейчас это один из микрорайонов Краснодара). Предприятие работает с трамваями производства Усть-Катавского вагоностроительного завода.
| Количество вагонов | Модель          | Бортовые номера                             | Примечание                                              |
| ------------------ | --------------- | ------------------------------------------- | ------------------------------------------------------- |
| 70                 | 71-623-04       | 267 – 297, 355 – 393                        |                                                         |
| 24                 | 71-605          | 300 – 352, 561 – 595 с «пробелами»          |                                                         |
| 23                 | 71-623-02       | 247 – 266, 501 – 503                        |                                                         |
| 9                  | 71-605ТН        | 351, 353, 500, 508, 511, 513, 516, 539, 557 |                                                         |
| 9                  | 71-619КТ        | 237 – 245                                   | Вагон №241 сгорел 20.06.2024 из-за короткого замыкания. |
| 8                  | 71-608К         | 226 – 236                                   |                                                         |
| 4                  | 71-631-03       | 202 – 205                                   |                                                         |
| 2                  | 71-605У         | 336, 339                                    |                                                         |
| 1                  | 71-619К         | 495                                         |                                                         |
| 1                  | 71-623-01       | 246                                         |                                                         |
| 1                  | 71-931 «Витязь» | 201                                         |                                                         |

| №  | Маршрут                                                 | Трасса маршрута | Протяжённость туда / обратно |
| -- | ------------------------------------------------------- | --- | ---------------------------- |
| 1  | Улица Декабристов — Железнодорожный вокзал Краснодар-I  | Ул. Достоевского — ул. Красных Зорь — ул. Московская — ул. Островского — ул. Крупской — ул. Клиническая — ул. Колхозная — ул. Офицерская — ул. Коммунаров — ул. Гоголя                                                                | 9 / 9,1 км.                  |
| 4  | Улица Индустриальная — Комсомольский микрорайон         | Ул. Захарова — ул. Постовая — ул. Коммунаров — ул. Гоголя — ул. Железнодорожная — ул. Вишняковой — ул. Ставропольская — ул. Трамвайная — ул. Первомайская — ул. Магистральная — ул. Просторная — ул. Симферопольская — ул. Уральская. | 16,1 / 15,6 км.              |
| 5  | Улица Петра Метальникова — улица Бершанской             | Ул. Московская — ул. Островского — ул. Крупской — ул. Клиническая — ул. Колхозная — ул. Офицерская — ул. Коммунаров — ул. Гоголя — ул. Железнодорожная — ул. Вишняковой — ул. Ставропольская — ул. Трамвайная — ул. Бершанской.       | 23 / 23,1 км.                |
| 8  | Улица Петра Метальникова — хладокомбинат                | Ул. Московская — ул. Островского — ул. Крупской — ул. Клиническая — ул. Колхозная — ул. Офицерская — ул. Коммунаров — ул. Гоголя — ул. Железнодорожная — ул. Вишняковой — ул. Ставропольская — ул. Стасова.                           | 18,4 / 18,5 км.              |
| 9  | Хладокомбинат — улица Бершанской                        | Ул. Стасова — ул. Ставропольская — ул. Трамвайная — ул. Бершанской. | 8,1 / 8 км.                  |
| 10 | Хладокомбинат — Комсомольский микрорайон                | Ул. Стасова — ул. Ставропольская — ул. Трамвайная — ул. Первомайская — ул. Магистральная — ул. Просторная — ул. Симферопольская — ул. Уральская.                                                                                      | 8,4 / 8,2 км.                |
| 12 | Восточное трамвайное депо — улица Димитрова (кольцевой) | Ул. Ставропольская — ул. Стасова — ул. Воронежская — ул. Титаровская — ул. Ставропольская. | 7 км.                        |
| 20 | Улица Декабристов — хладокомбинат                       | Ул. Достоевского — ул. Красных Зорь — ул. Крайняя — ул. Садовая — ул. Дмитриевская дамба — ул. Железнодорожная — ул. Вишняковой — ул. Ставропольская — ул. Стасова.                                                                   | 11 / 10,9 км.                |
| 22 | Улица Петра Метальникова — улица Димитрова              | Ул. Московская — ул. Крайняя — ул. Садовая — ул. Дмитриевская дамба — ул. Железнодорожная — ул. Вишняковой — ул. Ставропольская — ул. Титаровская / Стасова — ул. Воронежская.                                                        | 12,5 / 14,9 км.              |

## Оплата проезда
С 7 декабря 2024 года стоимость проезда в трамвае составляет 50 рублей. Оплатить проезд в краснодарском электротранспорте можно как наличными деньгами, так и с помощью транспортных и банковских карт.

## Перспективы развития
- С 2019 по 2022 годы в город поступило 102 вагона модели 71-623-04, произведенные Усть-Катавским вагоностроительным заводом. Это обновление стало самым масштабным за 30 лет.

12 сентября 2022 года администрацией Краснодара и Краснодарского края было подписано концессионное соглашение между «Синара – ГТР Краснодар», о развитии трамвайной сети в западной части города. Реализация проекта улучшит транспортную доступность развивающихся районов Краснодара, а также спортивного кластера «Город спорта» и строящегося Парка достижений.
Концессионное соглашение заключено на 25 лет, при этом строительные работы и закупки 100 единиц новых низкопольных трамваев завершат до конца 2026 года. Собственником построенных трамвайных путей и приобретенных вагонов будет администрация Краснодара.
В 2022-2026 годах будет проложено 36 км новых путей. Работы разделены на 4 этапа:
- строительство трамвайного узла на пересечении ул. Московской, ул. Островского, ул. Красных Зорь и ул. Крайней;
- строительство новой трамвайной линии от Западного депо до ЖК «Немецкая деревня»;
- продление линии от «Немецкой деревни» до спорткомплекса «Баскет-Холл»;
- соединение западной ветки от «Баскет-Холла» с ул. Московской.

С докладом о новом градостроительном документе 27 ноября выступила вице-мэр Краснодара Надежда Панаетова. В том числе она рассказала о транспортных проектах, которые значатся в новом Генплане. Один из самых масштабных — линия скоростного трамвая подземного прохождения, иначе говоря «метротрам».
Протяженность ветки — 30 километров, включая часть пути от трамвайного депо. На маршруте установят 18 остановок. Планируется, что скоростной подземный трамвай пойдет от ж/д вокзала «Краснодар-1» далее по улице Красной, 40-летия Победы, через район Плодородный, поселок Знаменский с конечной точкой в новом аэропорту Краснодара, открытие которого планируются в октябре 2026 года.
Также администрацией города по концессии проектируются следующие трамвайные линии:
- В микрорайон Гидростроителей от Трамвайной ул. до ул. Невкипелого протяжённостью 6,8 км;
- В микрорайон в Восточно-Кругликовский от ул. Красных зорь до Домбайской ул. протяжённостью 9,5 км[14], с строительством Трамвайно-троллейбусного депо площадью 12,5 Га в п. Плодородном
- По ул. Бершанской от ул. 8-го Марта до привокзальной площади международного аэропорта Краснодар протяжённостью 4,5 км[14];

### Комментарии
1. ↑  До 1920 года Краснодар носил название Екатеринодар.